# 345971 Marktorrence
345971 Marktorrence è un asteroide della fascia principale. Scoperto nel 2007, presenta un'orbita caratterizzata da un semiasse maggiore pari a 2,7712867 au e da un'eccentricità di 0,0686392, inclinata di 3,69105° rispetto all'eclittica.
L'asteroide è dedicato al planetologo statunitense Mark H. Torrence.